# Herbeset
Herbeset és un poble del País Valencià situat dins el terme municipal de Morella, capital de la comarca dels Ports. Està situat al sud de la dena que porta el seu nom, que al seu torn està situada al nord-est del terme municipal de Morella.
Registra 6 habitants (INE 2009).

## Geografia
Se situa a la capçalera del riu Tastavins, assentat a la falda d'un massís i orientada al sud, la qual cosa permet que tinga sol tot el dia. La superfície del poble és al voltant de 1.172 km². Està situat a uns deu quilòmetres de Morella.
Herbeset limita amb el terme municipal d'Herbers al nord, amb la dena de la Font d'en Torres al sud, amb el terme de Castell de Cabres a l'est i amb la Dena de La Pobla d'Alcolea i la dena dels Castellons a l'oest.
Pel que fa a les comunicacions, s'accedeix per la N-232 de Morella a Alcanyís. A l'altura de Torre Miró, a la dreta, cal anar per la CV-105 fins a arribar a l'aldea d'Herbeset.

## Història
Herbeset és la més antiga de les tres aldees que hi ha al terme de Morella, tot i que el seu origen és desconegut. Al Diccionario geográfico-estadístico-histórico de Pascual Madoz (1845) apareixen registrats 18 veïns. A més, Madoz en destacava l'activitat agrícola del poble amb blat i creïlles, així com cert bestiar llanar.
Fou agregat en la dècada del 1970 a Morella, capital comarcal. En les últimes dècades del segle XX i en el segle xxi, el poble va anar despoblant-se de manera accelerada. El desembre de 2018 la població va registrar per primera vegada des de 1964 el naixement d'un xiquet.

## Economia
La dena d'Herbeset és especialment ramadera, ja que està dotada de bones zones de pastura. A més, s'hi han afegit altres zones les darreres dècades. Consten al voltant de 350 hectàrees. Cal ressenyar que periòdicament es fa una subhasta del mont públic d'Herbeset, part del qual és també destinat a la pastura. El principal problema és el despoblament i conseqüentment el descens dels ramats. Darrerament s'ha incrementat el ramat boví en detriment de l'oví que era le predominant.
Cal destacar també la silvicultura. Tots els masos tenen zones de bosc, essent el pinar de primera qualitat. Cal destacar el pinar públic d'on cada any es pot traure una quantitat de fusta de primera qualitat prèvia subhasta.
L'agricultura és pràcticament nul·la (no arriba a les 50 hectàrees) degut a la poca profunditat del sol, la climatologia adversa i el despoblament dels masos. Així, l'espai de conreu no arriba a 1 hectàrea, essent espais de conreu principalment d'horta.
Actualment moltes cases s'han rehabilitat per part dels propietaris, esdevenint algunes cases rurals preparades per allotjar turistes interessats en el turisme rural.

## Monuments
- Església de Sant Miquel. Parròquia antiga, renovada en el segon terç del segle xix. Els treballs finalitzaren el 1866 i foren dirigits pel morellà Joan Traver. El seu campanar és de planta quadrada, amb tres cossos rematats per una cúpula semiesfèrica amb una creu de ferro. En el segon cos es troben les campanes.[6] Va ser declarada Bé de Rellevància Local.[7]
- Cementeri. Està situat darrere de l'església, en una planícia situada en el punt més elevat de la muntanya.[3]

## Festes patronals
Herbeset celebra les seues festes patronals en setembre en honor de Sant Miquel. Aquestes festes multipliquen per més de 20 la seua població anual, arribant a congregar-se al poble més de 150 persones.

## Personatges
- El Floro. Nascut a la Cerollera (Matarranya) el 1858, morí a la presó de Castelló de la Plana el 1919. A partir de l'intent de matar a un company de treball per raons de perdre el seu lloc a l'empresa, començà una llarga llista de robatoris, atracament i malifetes per tot el terme. Fugí diverses vegades de la presó i es comportà sovint de manera molt violenta. Constitueix una llegenda a la zona.[5]